# Olt megye
Olt megye Románia egyik megyéje, Olténia és Munténia történelmi régiók területén (a két régió határa az Olt folyó). Székhelye Slatina.
2017. augusztus 24-én az Olt Megyei Tanács helyi népszavazást írt ki arról, hogy megváltoztassák-e a megye nevét "Olt-Romanați"-ra, ugyanis a megye a két világháború közötti Olt és Romanați megyék területén helyezkedik el. A 2018. október 7-én tartott helyi népszavazás érvénytelen lett, mivel a választásra jogosultaknak csak 27,19%-a nyilványított véleményt (az érvényesség küszöb 30%), így a megye neve változatlan maradt.

## Földrajz
A megye központi tengelyét az Olt folyó alsó szakasza alkotja. Északi része, a megye területének mintegy egy harmada, a Géta-fennsíkhoz tartozik, déli tája a Caracali-síkság. Legdélibb sávja a Duna viszonylag széles árterülete. Kiterjedése észak-déli irányban 138 kilométer, kelet-nyugati irányban 78 kilométer. A szomszédos megyék északon Vâlcea, keleten Argeș és Teleorman, nyugaton Dolj. Délen 47 kilométeres szakaszon a Duna képezi a határvonalat Bulgária felé. A megye területe 5498 négyzetkilométer.
Évi középhőmérséklete északon 10,6°C; délen pedig 11°C.

## Lakossága
A megye népessége 1930-tól kezdve az alábbiak szerint alakult:
| Lakosok száma | 380 663 | 442 442 | 458 982 | 476 513 | 518 804 | 523 291 | 489 274 | 436 400 | 383 280 |
|               | 1930    | 1948    | 1956    | 1966    | 1977    | 1992    | 2002    | 2011    | 2021    |

2020. július 1-jén a megye népessége 428 766 fő volt. 2020. november 30-án a foglalkoztatottak száma 73 810 fő, a munkanélküliségi ráta 5,8%.

## Gazdasága
Iparának jelentősebb ágazatai a színesfémipar (alumínium), valamint a gépjármű- és alkatrészgyártás. Legfontosabb mezőgazdasági termékei a búza, kukorica, repce és szőlő.

## Települések
A megyében 2011-ben 2 municípium, 6 város, 104 község és 377 falu volt. A lakosság 40,2%-a municípiumokban és városokban, 59,2%-a falvakban élt.
MunicípiumokSlatina, Caracal
VárosokBalș, Corabia, Drăgănești-Olt, Piatra-Olt, Potcoava, Scornicești
KözségekBăbiciu, Baldovinești, Bălteni, Bărăști. Bârza, Bobicești, Brâncoveni, Brastavățu, Brebeni, Bucinișu, Cârlogani, Călui, Cezieni, Cilieni, Colonești, Corbu, Coteana, Crâmpoia, Cungrea, Curtișoara, Dăneasa, Deveselu, Dobrețu, Dobrosloveni, Dobroteasa, Dobrun, Drăghiceni, Făgețelu, Fălcoiu, Fărcașele, Găneasa, Găvănești, Gârcov, Giuvărăști, Ghimpețeni, Gostavățu, Grădinari, Grădinile, Grojdibodu, Gura Padinii, Ianca, Iancu Jianu, Icoana, Ipotești, Izbiceni, Izvoarele, Leleasca, Mărunței, Mihăești, Milcov, Morunglav, Movileni, Nicolae Titulescu, Obârșia, Oboga, Oporelu, Optași-Măgura, Orlea, Osica de Sus, Osica de Jos, Pârșcoveni, Perieți, Pleșoiu, Poboru, Priseaca, Radomirești, Redea, Rotunda, Rusănești, Sâmburești, Scărișoara, Schitu, Seaca, Șerbănești, Slătioara, Spineni, Sprâncenata, Ștefan cel Mare, Stoenești, Stoicănești, Strejești, Studina, Tătulești, Teslui, Tia Mare, Topana, Traian, Tufeni, Urzica, Vădastra, Vădăstrița, Vâlcele, Valea Mare, Văleni, Verguleasa, Vișina, Vișina Nouă, Vitomirești, Vlădila, Voineasa, Vulpeni, Vulturești